# Nidhal Nefzi
Pour les articles homonymes, voir Nefzi.
Nidhal Nefzi, né le 30 mars 1984 à Béja, est un footballeur tunisien évoluant au poste de défenseur central avec le club de l'Union sportive de Bousalem.

## Carrière
- juillet 2006-juillet 2013 : Olympique de Béja (Tunisie)
- juillet 2013-janvier 2015 : Étoile sportive de Métlaoui (Tunisie)
- janvier-août 2015 : Olympique de Béja (Tunisie)
- août 2015-juillet 2017 : Avenir sportif de Kasserine (Tunisie)
- juillet 2017-août 2018 : Jendouba Sports (Tunisie)
- depuis août 2018 : Union sportive de Bousalem (Tunisie)

## Palmarès
- Coupe de Tunisie : 2010